# Борис Чамбул
Борис Чамбул (нар. 17 лютого 1953, Торонто, Онтаріо, Канада) — канадський легкоатлет українського походження, метальник диску, учасник Літніх Олімпійських ігор 1976 року та був у складі збірної Канади на Літні Олімпійські ігри 1980 року, але Канада бойкотувала ці ігри в СРСР. 

## Життєпис
Борис Чамбул народився 17 лютого 1953 року в Торонто, у сім'ї українців Богдана Томи (нар. 1925 — пом. 2013) та Ольги Чамбул. У нього є брат Любомир, також спортсмен (штовхання ядра), член Олімпійської збірної Канади, учасник Олімпійських ігор 1984 року, переможець Української Оліпіяди у Торонто в 1979 році та Українських легкоатлетичних першостей Української Спортової Централі Америки й Канади. Батько — колишній вояк 1-ї Українська дивізія Української національної армії, був кольпортом станиці Торонто Братства колишніх вояків 1-ї Української дивізії УНА, активний учасник спортового життя української діаспори Торонто. Борис Чамбул був членом СУМ в Канаді.
Після завершення спортивної кар'єри створив клініку «Chambul Chiropractic Group» у місті Торнгілл Онтаріо, директором якої він є понині.

## Спортивна кар'єра
Борис Чамбул був переможцем ІХ-ї, Х-ї, ХІ-ї,  ХІІ-ї та ХІІІ-ї Української легкоатлетичної першості Української Спортової Централі Америки й Канади.
У 1976 році чемпіон Національної асоціації студентського спорту у складі команди Вашингтонського університету. Цього ж 1976 року закінчив Вашингтонський університет, у якому був капітаном університетської команди.
Здобув золоту медаль Ігр Співдружності 1978 року, метнувши диск на 59,70 м. 
Посів п'яте місце з метання диску на Панамериканських іграх 1979 року. Чемпіон Канади з метання диска у 1976, 1977, 1978, 1980 та 1982 році.
Срібний призер ІІ-ї Вільної Олімпіади, яка відбулась під патронатом УОК та УСЦАК 5 — 7 липня 1984 року м. Етобіко, Онтаріо, Канада.
Його особистий рекор у метанні диска — 65,40 м, який він встановив 21 липня 1976 року в Монреалі.